# Grasseiteles ciliator
Grasseiteles ciliator là một loài tò vò trong họ Ichneumonidae.